# Maddisonia richardsoni
Espèce
Maddisonia richardsoni est une espèce d'araignées aranéomorphes de la famille des Salticidae.

## Distribution
Cette espèce est endémique de Nouvelle-Galles du Sud en Australie. Elle se rencontre dans la forêt d'État de River.

## Description
La carapace du mâle holotype mesure 1,56 mm de long sur 1,24 mm et l'abdomen 1,30 mm de long sur 0,98 mm.

## Étymologie
Cette espèce est nommée en l'honneur de Barry J. Richardson.

## Publication originale
- Żabka, 2014 : Maddisonia - a new jumping spider genus from Australia (Arachnida: Araneae: Salticidae). Records of the Australian Museum, vol. 66, no 4, p. 217-223 (texte intégral).